# IC 5086
IC 5086 è una galassia visibile nella costellazione del Microscopio.
Di forma irregolare, pur non essendo luminossissima, è uno degli oggetti non stellari principali del Microscopio; si individua mezzo grado a NE della stella δ Microscopii, un astro di sesta magnitudine. Difficile da individuare, appare in un grande telescopio come un oggetto simile ad una stessa sfocata. Un suo nome alternativo è PGC 66179.